# Жан Шарл Пишегри
Жан-Шарл Пишегри (фр. Jean-Charles Pichegru‎; 16. фебруар 1761 — 5. април 1804) био је француски војсковођа из периода Француских револуционарних ратова.

## Биографија
Пишегри је рођен у сељачкој породици у Арбоу. Фратар Арбоа послао га је у војну школу у Бријен ле Шатоу где је био учитељ математике. Међу његовим ученицима био је и млади Наполеон Бонапарта. Године 1783. Пишегри је ушао у 1. артиљеријски пук где је убрзо дошао до чина ађутанта потпоручника. Учествовао је кратко у Америчком рату за независност. По избијању Француске револуције постао је вођа јакобинаца из Безансона. Постављен је за потпуковника. Ратовао је у склопу Рајнске армије као бригадни генерал. Као командант Рајнске армије односи победу у бици код Агеноа (1793). У другој бици код Висембурга био је под командом Лазара Оша. Французи односе победу у бици. Ош је ухапшен 1793. године, а Пишегри је постављен на чело Рајнске и Мозелске армије. Ратује против англо-холандских снага на северу. Он 1794. године заузима Ипрес, а исте године Французи односе значајну победу код Флерија. Снаге Прве коалиције евакуишу Белгију.
Пишегри је 1795. године заузео град Утрехт. Са француским снагама дошао је пред Амстердам управо када је избила Батавијска револуција (20. јануар). Французи су у наредних месец дана окупирали остатке Низоземске републике на чијој територији је створена марионетска Батавијска република. Пишегри је спречио пљачку Антверпена, тада најбогатијег града у Европи.
Иако је некада био сарадник Сен-Жиста, Пишегри је понудио своје услуге термидорским револуционарима. Непријатељ га је новцем подмитио да ради на томе да се брат Луја XVI, Луј XVIII, постави на француски престо. Ухапшен је током државног удара 18. фруктидора. Успео је да побегне из затвора у Парамарибо. Одатле је отпутовао у Лондон где се придружио хиљадама француских емиграната. Под Александром Корсаковим служио је у кампањи 1799. године. Исте године одлази у Париз. Учествовао је у ројалистичком устанку против првог конзула, Наполеона Бонапарте. Ухапшен је 28. фебруара 1804. године. Задављен је у затвору.